# Ehen vor Gericht
Ehen vor Gericht war eine von 1970 bis 2000 unregelmäßig im ZDF ausgestrahlte Fernsehreihe zu fiktionalen Ehedramen.

## Konzeption
Das Konzept entsprach zum Großteil dem der ARD-Serie Das Fernsehgericht tagt, die bereits 1961 startete. Im Doku-Stil wurden nachgestellte oder erfundene Fälle von echten Anwälten und Richtern verhandelt und mit juristischen Kommentaren begleitet. Als psychologischer Kommentator fungierte Ulrich Beer.
In den einzelnen Fällen wurden Ehebruch, Gewalt und Vergewaltigung in der Ehe, Vernachlässigung und sexuelle Verweigerung bis hin zu Güterteilung und Sorgerechtsstreit behandelt.
Während in den ersten Jahren sowohl der Unterhaltungswert als auch die Schuldfrage eine Rolle spielte, ging es später häufig um psychologische und juristische Aspekte der Auseinandersetzungen. Dazu empfing der Moderator nach dem als Spielfilm dargestellten Fall einen Psychologen und einen Juristen im Studio.
Autor und Regisseur Ruprecht Essberger, der bereits für Das Fernsehgericht tagt arbeitete, leitete die Sendung bis 1997. Danach übernahm Clemens Keiffenheim die Leitung.

## Episoden
| Folge | Titel                                              | Sendedatum    |
| ----- | -------------------------------------------------- | ------------- |
| 1     | In Sachen: Behrend gegen Behrend                   | 10. Jun 1970  |
| 2     | In Sachen: Franke gegen Franke                     | 21. Aug 1970  |
| 3     | In Sachen: Arnold gegen Arnold                     | 02. Okt 1970  |
| 4     | In Sachen: Zech gegen Zech                         | 02. Dez 1970  |
| 5     | In Sachen: Henrich gegen Henrich                   | 19. Feb 1971  |
| 6     | In Sachen: Lindmaier gegen Lindmaier               | 21. Apr 1971  |
| 7     | In Sachen: Enzinger gegen Enzinger                 | 16. Jun 1971  |
| 8     | In Sachen: Mößner gegen Mößner                     | 27. Aug 1971  |
| 9     | In Sachen: Czernik gegen Czernik                   | 15. Dez 1971  |
| 10    | In Sachen: Petri gegen Petri                       | 21. Jan 1972  |
| 11    | In Sachen: Rethy gegen Rethy                       | 25. Feb 1972  |
| 12    | In Sachen: Mustowfi gegen Mustowfi                 | 12. Apr 1972  |
| 13    | In Sachen: Eder gegen Eder                         | 07. Jul 1972  |
| 14    | In Sachen: Seiffert gegen Seiffert                 | 11. Aug 1972  |
| 15    | In Sachen: Dreyer gegen Dreyer                     | 27. Okt 1972  |
| 16    | In Sachen: Gradl gegen Gradl                       | 08. Dez 1972  |
| 17    | In Sachen: Schramm gegen Schramm                   | 09. Mär 1973  |
| 18    | In Sachen: Bernard gegen Bernard                   | 04. Mai 1973  |
| 19    | In Sachen: Moosbrunner gegen Moosbrunner           | 22. Jun 1973  |
| 20    | In Sachen: Neubert gegen Neubert                   | 17. Aug 1973  |
| 21    | In Sachen: Bachleitner gegen Bachleitner           | 23. Okt 1973  |
| 22    | In Sachen: Lorenz gegen Lorenz                     | 04. Dez 1973  |
| 23    | In Sachen: Amrein gegen Amrein                     | 19. Feb 1974  |
| 24    | In Sachen: Kubisch gegen Kubisch                   | 07. Mai 1974  |
| 25    | In Sachen: Paetzold gegen Paetzold                 | 27. Aug 1974  |
| 26    | In Sachen: Drajacic gegen Drajacic                 | 19. Nov 1974  |
| 27    | In Sachen: Schwarzenbach gegen Schwarzenbach       | 04. Mär 1975  |
| 28    | In Sachen: Wustrow gegen Wustrow                   | 03. Jun 1975  |
| 29    | In Sachen: Olbrecht gegen Olbrecht                 | 16. Sep 1975  |
| 30    | In Sachen: Salzeder gegen Salzeder                 | 25. Nov 1975  |
| 31    | In Sachen: Dankwart gegen Dankwart                 | 24. Feb 1976  |
| 32    | In Sachen: Ortlieb gegen Ortlieb                   | 25. Mai 1976  |
| 33    | In Sachen: Rudek gegen Rudek und Thies gegen Thies | 17. Aug 1976  |
| 34    | In Sachen: Greding gegen Greding                   | 30. Nov 1976  |
| 35    | In Sachen: Winckelmann gegen Winckelmann           | 01. Feb 1977  |
| 36    | In Sachen: Aigner gegen Aigner                     | 24. Mai 1977  |
| 37    | In Sachen: Lenhardt gegen Lenhardt                 | 13. Sep 1977  |
| 38    | In Sachen: Malthus gegen Malthus                   | 08. Nov 1977  |
| 39    | In Sachen: Gaub gegen Gaub                         | 28. Feb. 1978 |
| 40    | In Sachen: Rohrmeier gegen Rohrmeier               | 23. Mai 1978  |
| 41    | In Sachen: Böhme gegen Böhme                       | 01. Aug 1978  |
| 42    | In Sachen: Graaf gegen Graaf                       | 07. Nov. 1978 |
| 43    | In Sachen: Dührenbeck gegen Dührenbeck             | 27. Feb. 1979 |
| 44    | In Sachen: Mangold gegen Mangold                   | 07. Mai 1979  |
| 45    | In Sachen: Imhoff gegen Imhoff                     | 14. Aug 1979  |
| 46    | In Sachen: Eilers gegen Eilers                     | 20. Nov 1979  |
| 47    | In Sachen: Günen gegen Günen                       | 08. Jan 1980  |
| 48    | In Sachen: Arnold gegen Arnold                     | 20. Mai 1980  |
| 49    | In Sachen: Daisenberger gegen Daisenberger         | 09. Sep 1980  |
| 50    | In Sachen: Schindler gegen Schindler               | 16. Dez. 1980 |
| 51    | In Sachen: Weber gegen Weber                       | 07. Apr 1981  |
| 52    | In Sachen: Reisch gegen Reisch                     | 02. Jun 1981  |
| 53    | In Sachen: Steininger gegen Steininger             | 11. Aug 1981  |
| 54    | In Sachen: Jacobi gegen Jacobi                     | 17. Nov 1981  |
| 55    | In Sachen: Mahnke gegen Mahnke                     | 23. Mär 1982  |
| 56    | In Sachen: Lienau gegen Lienau                     | 25. Mai 1982  |
| 57    | In Sachen: Winkler gegen Winkler                   | 31. Aug 1982  |
| 58    | In Sachen: Grimm gegen Grimm                       | 02. Nov 1982  |
| 59    | In Sachen: Ambach gegen Ambach                     | 29. Mär 1983  |
| 60    | In Sachen: Lorenz gegen Lorenz                     | 24. Mai 1983  |
| 61    | In Sachen: Fendt gegen Fendt                       | 03. Jul 1984  |
| 62    | In Sachen: Schumacher gegen Schumacher             | 21. Aug 1984  |
| 63    | In Sachen: Englert gegen Schumacher                | 28. Aug 1984  |
| 64    | In Sachen: Wilmar gegen Wilmar                     | 21. Feb 1989  |
| 65    | In Sachen: Lohmüller gegen Lohmüller               | 2. Mai 1989   |
| 66    | In Sachen: Straub gegen Straub                     | 13. März 1990 |
| 67    | In Sachen: Riehle gegen Riehle                     | 29. Jan 1991  |
| 68    | In Sachen: Grundmann gegen Grundmann               | 19. März 1991 |
| 69    | In Sachen: Beckstein gegen Beckstein               | 7. Mai 1991   |
| 70    | In Sachen: Dorneck gegen Dorneck                   | 30. März 1992 |
| 71    | In Sachen: Vogt gegen Vogt                         | 1. Jun 1992   |
| 72    | In Sachen: Gerold gegen Gerold                     | 1993          |
| 73    | In Sachen: Schöneck gegen Schöneck                 | 1993          |
| 74    | In Sachen: Gabler gegen Gabler                     | 1994          |
| 75    | In Sachen: Weissbach gegen Weissbach               | 1994          |
| 76    | In Sachen: Nowak gegen Nowak                       | 1995          |
| 77    | In Sachen: Balzer gegen Balzer                     | 1995          |
| 78    | Seitensprünge ins Bordell                          | 1995          |
| 79    | Kindesentführung                                   | 1996          |
| 80    | Liebe im Büro                                      | 1997          |
| 81    | Eva und Luise                                      | 1998          |
| 82    | Cybersex und Sektenfalle                           | 07. Mai 1998  |
| 83    | Drunter und drüber                                 | 1999          |
| 84    | Bett & Karriere                                    | 25. Mär 1999  |
| 85    | Kummer, Küsse, Kalorien                            | n. b.         |
| 86    | Eine Mutter zu viel                                | 24. Mai 2000  |
| 87    | Baby per Mausklick                                 | 12. Jul 2000  |
| 88    | Rache pur                                          | 19. Jul 2000  |
| 89    | Ehe auf Afrikanisch                                | 26. Jul 2000  |